# Mama Said
Mama Said ist das zweite Studioalbum des US-amerikanischen Musikers Lenny Kravitz aus dem Jahr 1991.

## Entstehung und Veröffentlichung
Die Erstveröffentlichung von Mama Said erfolgte am 2. April 1991 bei Virgin Records. Das Album erschien in seiner Originalausführung als CD (Katalognummer: CDVUS 31) und LP (Katalognummer: LPVUS 31) mit 14 Titeln. Am 1. Juni 2012 erschien die sogenannte „21st Anniversary Deluxe Edition“ mit zusätzlichem Bonusmaterial wie B-Seiten, Demoaufnahmen, Liveaufnahmen aus Japan und Rotterdam sowie unveröffentlichte 12″-Versionen.
Bei der Entstehung des Albums war Gitarrist Slash von Guns N’ Roses beteiligt, der das Stück Always on the Run mitschrieb und auch auf dem Album spielte, ebenfalls war er bei Fields of Joy zu hören. Kravitz zitierte viel aus dem Rock der 1960er- und 70er-Jahre. Auch viele funkige Riffs sind auf dem Album zu hören.

## Titelliste
Alle Stücke wurden von Lenny Kravitz geschrieben, außer wenn anders angegeben.
1. Fields of Joy (Hal Fredericks, Michael Kamen) – 4:03
2. Always on the Run (Saul Hudson (Slash), Kravitz) – 3:57 (feat. Slash)
3. Stand by My Woman (Henry Hirsch, Kravitz, Anthony Krizan, Stephen Mark Pasch) – 4:16
4. It Ain’t Over ’til It’s Over – 3:55
5. More Than Anything In This World – 3:43
6. What Goes Around Comes Around – 4:40
7. The Difference Is Why – 4:48
8. Stop Draggin’ Around – 2:37
9. Flowers for Zoë – 2:45
10. Fields of Joy (Reprise) (Fredricks, Kamen) – 3:57
11. All I Ever Wanted – 4:04
12. When the Morning Turns to Night – 2:58
13. What the Fuck Are We Saying? – 5:13
14. Butterfly – 1:50

## Rezeption
Stephen Thomas Erlewine von Allmusic nannte es polierter und studierter als den Vorgänger und bewertete es mit 4 von 5. Rezensator.de vergab 6 von 10 Sternen und schrieb: „Insgesamt legt Kravitz wieder ordentliche Songs vor. Trotz aller schönen Momente kann Kravitz aber nicht restlos überzeugen.“

## Kommerzieller Erfolg

### Chartplatzierungen
Mama Said erreichte Top-10-Platzierungen in Norwegen (Rang 4), den Niederlanden, der Schweiz (je Rang 5), dem Vereinigten Königreich (Rang 8) und Australien (Rang 10).
| ChartsChartplatzierungen       | Höchstplatzierung | Wochen |
| ------------------------------ | ----------------- | ------ |
| Deutschland (GfK)              | 20 (29 Wo.)       | 29     |
| Österreich (Ö3)                | 12 (22 Wo.)       | 22     |
| Schweiz (IFPI)                 | 5 (26 Wo.)        | 26     |
| Vereinigte Staaten (Billboard) | 39 (40 Wo.)       | 40     |
| Vereinigtes Königreich (OCC)   | 8 (28 Wo.)        | 28     |

| ChartsJahrescharts (1991) | Platzierung |
| ------------------------- | ----------- |
| Deutschland (GfK)         | 56          |
| Österreich (Ö3)           | 35          |
| Schweiz (IFPI)            | 15          |

### Auszeichnungen für Musikverkäufe
| Land/Region                  | Auszeichnungen für Musikverkäufe (Land/Region, Auszeichnung, Verkäufe) | Verkäufe  |
| ---------------------------- | ---------------------------------------------------------------------- | --------- |
| Argentinien (CAPIF)          | Gold                                                                   | 30.000    |
| Australien (ARIA)            | Gold                                                                   | 35.000    |
| Deutschland (BVMI)           | Gold                                                                   | 250.000   |
| Frankreich (SNEP)            | Platin                                                                 | 300.000   |
| Kanada (MC)                  | Platin                                                                 | 100.000   |
| Niederlande (NVPI)           | Platin                                                                 | 100.000   |
| Österreich (IFPI)            | Gold                                                                   | 25.000    |
| Schweden (IFPI)              | Gold                                                                   | 50.000    |
| Schweiz (IFPI)               | Gold                                                                   | 25.000    |
| Vereinigte Staaten (RIAA)    | Platin                                                                 | 1.000.000 |
| Vereinigtes Königreich (BPI) | Platin                                                                 | 300.000   |
| Insgesamt                    | 6× Gold · 5× Platin ·                                                  | 2.180.000 |

Hauptartikel: Lenny Kravitz/Auszeichnungen für Musikverkäufe